# Giuseppe Livizzani
Giuseppe Livizzani (Módena, 20 de março de 1688 - Roma, 21 de março de 1754) foi um cardeal do século XVIII.

## Biografia
Nasceu em Módena em 20 de março de 1688. De uma família antiga e nobre. O mais novo dos seis filhos do Marquês Paolo Camillo Livizzani, Marquês de Baiso, e Ippolita Mulazzani; quando sua esposa morreu, ele se tornou padre. Os outros filhos eram Giulia, Vittoria, Camilla, Anna e Ippolito; todas as quatro meninas tornaram-se freiras. Seu sobrenome também está listado como Livizzani Mulazzani. Tio do Cardeal Carlo Livizzani Forni (1785).
Estudou no Collegio dei Nobili di San Carlo , Modena (nomeado príncipe da academia de letras, 1708-1709)..
Foi a Roma em busca de fortuna, mas não teve sucesso durante os pontificados dos Papas Clemente XI, Inocêncio XIII e Bento XIII. Finalmente, com a ajuda do Cardeal Renato Imperiali, o Papa Clemente XII nomeou-o seu camareiro particular e secretário da Cifra em julho 1730. Secretário do SC dei Confini em dezembro de 1733, que carregava o hábito de prelado; ocupou o cargo até sua promoção ao cardinalato. Referendário dos Supremos Tribunais da Assinatura Apostólica de Justiça e de Graça, 25 de fevereiro de 1734. Secretário da SC Consistorial e do Sagrado Colégio dos Cardeais, 17 de março de 1735; ocupou o primeiro cargo até janeiro de 1744. Secretário do Memorialiem agosto de 1740; renunciou ao secretariado do Sagrado Colégio dos Cardeais para dedicar-se com mais solicitude ao seu novo cargo. Prelado doméstico de Sua Santidade o Papa Bento XIV. Protonotário supranumerário apostólico participante em setembro de 1740..
Criado cardeal diácono no consistório de 26 de novembro de 1753; recebeu o chapéu vermelho em 29 de novembro de 1753; e a diaconia de Ss. Vito e Modesto, 10 de dezembro de 1753. Confirmado pró-secretário de Memoriais..
Morreu em Roma em 21 de março de 1754. Exposto na igreja de S. Marcello na Via Lata, Roma, onde ocorreu a capella papalis ; transportado privadamente e sepultado em sua diaconia, de acordo com seu testamento.